# Vladimir Kralj
Vladimir Kralj, slovenski literarni in gledališki kritik, dramski teoretik in pripovednik, * 16. avgust 1901, Celje, † 29. marec 1969, Ljubljana.

## Življenje in delo
Po študiju slavistike in germanistike v Ljubljani in na Dunaju je leta 1925 na ljubljanski univerzi doktoriral s tezo Simon Jenko: Študija o njegovi pesniški individualnosti. Med dramaturškim izpopolnjevanjem med letoma 1926 in 1927 je v Pragi s Cirilom Debevcem urejal literarno revijo Razgled. Od leta 1928 in do vojne je učiteljeval na realni gimnaziji in trgovski akademiji v Mariboru. Med vojno je živel v izgnanstvu v Ljubljani, kjer je bil zaradi sodelovanja z OF večkrat zaprt in leta 1944 odpeljan v taborišče v Dachau. Po vojni je še naprej učiteljeval na ljubljanski trgovski akademiji, bil pa je tudi referent za nižje in srednje šolstvo in višji bibliotekar v Skupščini LRS. V letu 1950 je postal profesor za teoretično dramaturgijo na Akademiji za igralsko umetnost (danes AGRFT) v Ljubljani, kjer je dramaturgijo utemeljil kot posebno disciplino v okviru visokošolskega gledališkega študija. V letih 1950 do 1952 ter 1961 do 1964 je bil rektor na Akademije. Med letoma 1931 in 1932 je v Jutru objavljal kritike predstav mariborskega gledališča, kot tudi v Slovencu od leta 1935 do 1939. Gledališke in literarne kritike je objavljal tudi v Piramidi (1936) in v Obzorjih, ki jih je obenem od leta 1938 in do vojne tudi urejal. Po vojni je sodeloval še z Novim svetom, Našo sodobnostjo, Sodobnostjo, Novimi obzorji, Našimi razgledi. 
Njegove gledališke ocene so se oblikovale v prave dramaturške študije. Osredotočal se je predvsem na formalno-estetska vprašanja, idejno analizo in deskripcijo dramaturške problematike. Dovzeten je bil tudi za analizo dramaturških novosti. Analiziral je moderne in avantgardne pojave v sodobni evropski in ameriški dramatiki. Večina kritičnih člankov in študij o nekaterih pomembnih dramah, od antične tragedije do evropske avantgarde ter o slovenski dramatiki, je zbrana v knjigi Pogledi na dramo, kjer se je deloma oprl na Heglovo estetiko. Njegova predavanja in rezultati teoretskih raziskovanj na Akademiji so strnjeni v Dramaturškem vademekumu, prvi sistematizirani dramski teoriji na Slovenskem. Ukvarjal se je tudi s kritiko slovenskega filma.
V njegovem opusu najbolj izstopa zbirka novel Mož, ki je strigel z ušesi, v katerih na zelo objektiven, neprizanesljiv in dokumentaren način opiše svoje izkušnje iz koncentracijskega taborišča Dachau. Kralj je tudi prevajal, in sicer več pripovednih knjig iz nemškega, srbskega in hrvaškega jezika. Večkrat pa je izšel njegov prevod izbora pravljic Tisoč in ena noč. Vladimir Kralj je oče Lada Kralja.